# 淮北北站
淮北北站是淮北至萧县北客车联络线和符夹铁路上的铁路车站，位于安徽省淮北市杜集区，距离淮北市区12公里、萧县县城10公里，目前为四等站，邮政编码为235052。
车站建于1966年，原名坡里站。2016年开始车站进行扩建工程以应萧淮联络线接入，2017年8月车站更名为淮北北站。

## 车站结构

### 站房
淮北北站站房位于线路西侧，面积3500平方米。

### 站场
淮北北站高速场为二台四线车站，设有两座侧式月台；普速场位于高速场东侧，主要为淮北矿业朔里煤矿运输服务，不对外办理货运业务。
| 1F | 普速场   | 符夹铁路 站场                       |
| 1F | 侧式站台 |                                     |
| 1F | 2站台    | 淮萧联络线 往淮北方向（岱河站）     |
| 1F | 通过线   | 淮萧联络线下行列车通过线            |
| 1F | 通过线   | 淮萧联络线上行列车通过线            |
| 1F | 1站台    | 淮萧联络线 往萧县北方向（萧县北站） |
| 1F | 侧式站台 |                                     |
| 1F | 站房     | 进站口、售票、候车、检票口          |